# Mule Creek State Prison
Mule Creek State Prison (MCSP) är ett delstatligt fängelse för manliga intagna och är belägen i Ione, Kalifornien i USA. Fängelset förvarar intagna som behöver skyddas mot andra intagna av olika skäl. Mule Creek har en kapacitet på att förvara 3 284 intagna men för den 23 november 2022 var det överbeläggning och den förvarade 3 816 intagna.
Fängelset invigdes 1987. På mitten av 2010-talet byggdes Mule Creek ut med 1 584 platser när Mule Creek Infill Complex uppfördes öster/nordost om den ursprungliga anläggningen.
Personer som varit intagna på Mule Creek är bland andra Robert John Bardo, John Linley Frazier, Suge Knight, Andrew Luster, Lyle Menendez, Herbert Mullin, Hans Reiser, David Turpin och Tex Watson.